# Un tango dalla Russia
Un tango dalla Russia, también conocida como Agente segreto 070 - Un tango dalla Russia, es una película de comedia de espionaje italiana en blanco y negro de 1965. Es una parodia de la película de James Bond, From Russia with Love. La dirección está acreditada a un tal «Berwang Ross», un nombre que ha sido atribuido en numerosas ocasiones como un seudónimo de Cesare Canevari, pero este lo negó rotundamente.

## Argumento
Un agente secreto es enviado a buscar una fórmula perdida, robada a un científico por un villano con cara de cerdo.

## Reparto
- Dan Christian como Charles Duff, Agente 070.
- Britt Semand como Evelyn.
- Seyna Seyn como Katya.
- Liv Ferrer
- Gara Granda
- Attilio Dottesio como Fred.
- Don Testal
- Mark Tessier

## Recepción
Marco Giusti describió la película como «de muy bajo presupuesto», con el actor principal, Dan Christian, «único en su inexpresividad». Gusti añadió que la película tuvo una distribución muy limitada en su país de origen, Italia, y que «fue montada (¿por quién?) de una manera que la hace casi ininteligible».